# Mathew Jonson
Pour les articles homonymes, voir Jonson.
Mathew Jonson est un compositeur, DJ et musicien canadien de musique électronique. Il est aussi connu en tant que producteur au travers de son label Wagon Repair et comme membre du groupe Cobblestone Jazz.
En 2011, Resident Advisor le place en 16e position de son classement des meilleurs lives de musique électronique.

## Discographie

### Album

#### Album solo
| Année | Album          | Label        | Critique         |
| ----- | -------------- | ------------ | ---------------- |
| 2010  | Agents of Time | Wagon Repair | Resident Advisor |

#### Au sein de Cobblestone Jazz
| Année | Album                        | Label            | Critique                    |
| ----- | ---------------------------- | ---------------- | --------------------------- |
| 2007  | 23 Seconds                   | !K7              | AllMusic · Resident Advisor |
| 2010  | The Modern Deep Left Quartet | Wagon Repair !K7 | Resident Advisor            |

### Maxis
| Année | Maxi                                            | Label                   | Critique         |
| ----- | ----------------------------------------------- | ----------------------- | ---------------- |
| 2001  | New Identity                                    | Itiswhatitis Recordings |                  |
| 2002  | She Is He                                       | Itiswhatitis Recordings |                  |
| 2003  | Typerope EP                                     | Itiswhatitis Recordings |                  |
| 2003  | Alpine Rocket (avec Luciano)                    | Perlon                  |                  |
| 2004  | Decompression EP                                | Minus                   |                  |
| 2004  | Followed By Angels EP                           | Itiswhatitis Recordings |                  |
| 2004  | Moss Rocks EP (avec The Mole)                   | Arbutus                 |                  |
| 2004  | Behind The Mirror                               | Sub Static              |                  |
| 2004  | Love Letter To The Enemy                        | Itiswhatitis Recordings |                  |
| 2005  | Marionette                                      | Wagon Repair            |                  |
| 2005  | The Gemini EP                                   | Itiswhatitis Recordings |                  |
| 2005  | 7.19 Fm David EP                                | Wagon Repair            |                  |
| 2005  | Return Of The Zombie Bikers                     | Wagon Repair            |                  |
| 2005  | Speicher 26 (avec The Mole et Axel Bartsch)     | Kompakt                 |                  |
| 2006  | Automatic                                       | Wagon Repair            |                  |
| 2007  | Stop / Real Dreams                              | Wagon Repair            |                  |
| 2007  | Midnight Operator                               | Wagon Repair            |                  |
| 2008  | The Big Dipper (avec Adam Beyer)                | Wagon Repair            |                  |
| 2008  | Symphony For The Apocalypse: New Age Revolution | Wagon Repair            |                  |
| 2009  | Ghosts In The AI                                | Wagon Repair            | Ibiza Voice      |
| 2009  | Walking On The Hands That Follow Me             | Wagon Repair            |                  |
| 2011  | Learning To Fly                                 | Minus                   | Resident Advisor |
| 2011  | Dayz                                            | Crosstown Rebels        | Resident Advisor |